# Черношур
Черношу́р (рос. Черношур, удм. Зури) — присілок в Малопургинському районі Удмуртії, Росія.
Урбаноніми:
- вулиці — Лісова

## Населення
Населення — 14 осіб (2010; 23 в 2002).
Національний склад станом на 2002 рік:
- удмурти — 100 %